# Пал Пронаї
Пал Пронаї (угор. Prónay Pál Sándor István Gábor; *2 листопада 1874, Ромхань -?) — угорський військовий і ультраправий політик. Гусарський офіцер в австро-угорської армії. Загинув або взятий в полон в ході боїв за Будапешт 1944-1945.

## Білий гусар
Народився в селі на півночі Угорщини. Походив з дрібнопомісної дворянської сім'ї. Закінчив Військову Академію Ludoviceum . Служив в австро-угорській кавалерії. В армійській кар'єрі просувався досить повільно, до 45 років мав звання капітана.
Згідно з офіційною біографією, під час Першої світової війни Пронаї командував гусарським полком. Існує, однак, припущення, що на фронті Пронаї або не був взагалі, або пробув короткий час — оскільки в своїх докладних мемуарах він практично не згадує про це. Закінчення війни і революційні події 1918 року застали його у Відні. Розпад імперії та соціальні перетворення сприйняв вкрай вороже.
Пронаї одним з перших відгукнувся на заклик Міклоша Горті, і вступив до Угорської асоціації національної оборони (Magyar Orszagos Vedero Egyesület, MOVE). У червні 1919 року Пронаї сформував і очолив батальйон угорських «білих». Це формування комплектувалося з переконаних антикомуністів. Пронаї швидко став найбільш впливовим «білим» командиром. Його найближчим військово-політичним союзником був Дюла Гембеш.

## «Гвардія голодранців» і Lajtabánság
Восени 1921 року Пронаї на чолі ополчення Rongyos Gárda («Гвардія голодранців» формувалася з бійців антикомуністичних загонів, зазвичай селян і студентів), здійснив збройний виступ в Бургенланді проти передачі Австрії західних угорських територій. Було проголошено створення незалежної держави Лайтабаншаг — Lajtabánság. За деякими ознаками, Пронаї розраховував створити на утримуваній території свого роду плацдарм для подальшого захоплення влади в Будапешті.
До кінця 1921 року Пронаї переорієнтувався на підтримку Карла Габсбурга, але ці плани залишилися нереалізованими.
У 1922 році Пронаї звільнений з армії і позбавлений військового звання підполковника. Вважався політично ненадійним, перебував під наглядом влади, але переслідувань не зазнав.
Подальша доля Пронаї точно невідома. Існує припущення, що він був убитий у боях за Будапешт. За іншими даними, був узятий в полон і відправлений до ГУЛАГу, де згодом помер.